# 凱迪拉克Elmiraj
Elmiraj 是凱迪拉克2013年推出的概念車款，為雙門四座全尺寸豪華轎跑車，長度超過5米2，並搭載4.5升V8 雙渦輪引擎，後輪驅動，最大馬力500匹。

## 概述
Elmiraj 於2013年8月15日在圓石灘車展上亮相。為通用汽車概念車計劃中的第二台車 ( 第一台為凱迪拉克Ciel )，其名字取自於名叫El Mirage的湖泊，位於美國亞利桑那州馬里科帕縣埃爾默拉日（英語：El Mirage），該湖泊為旱湖，自1939年起南加州計時協會（SCTA）在此舉辦超過上千場陸地加速比賽（LSR）。

### 外型
這輛車外型精緻唯美，參考了1967年的Eldorado及Ciel概念車，車長超過5米2，配著22吋鋁圈，車燈細緻化，全車並無太多線條，其中鍍鉻線條包圍著大片式引擎蓋、無B柱的懸浮式車頂、車側進氣口，尾部車燈與排氣孔連成一直線的設計，都像是70年代風格的車款，非常復古經典。
Elmiraj專案的首席外觀設計師Niki Smart說道 ：「我們希望以簡單微妙且有必要的妝飾，呈現凱迪拉克成熟穩重的感覺」「Elmiraj 除了代表凱迪拉克現代設計與性能的提升，更是工藝與豪華形成的強烈對比」，當時的凱迪拉克設計總監馬克亞當斯也說道：「它不僅探討了駕駛的性能體驗，還呈現了我們如何將凱迪拉克的藝術與科學設計語彙提升至新高度」

### 動力
動力配置為 4.5升V8 雙渦輪增壓引擎，後輪驅動，馬力上看至 500匹馬力（373千瓦）。平臺為GM OMEGA，為後來CT6等豪華房車使用，後繼概念車款為 Escala 。

## 照片集

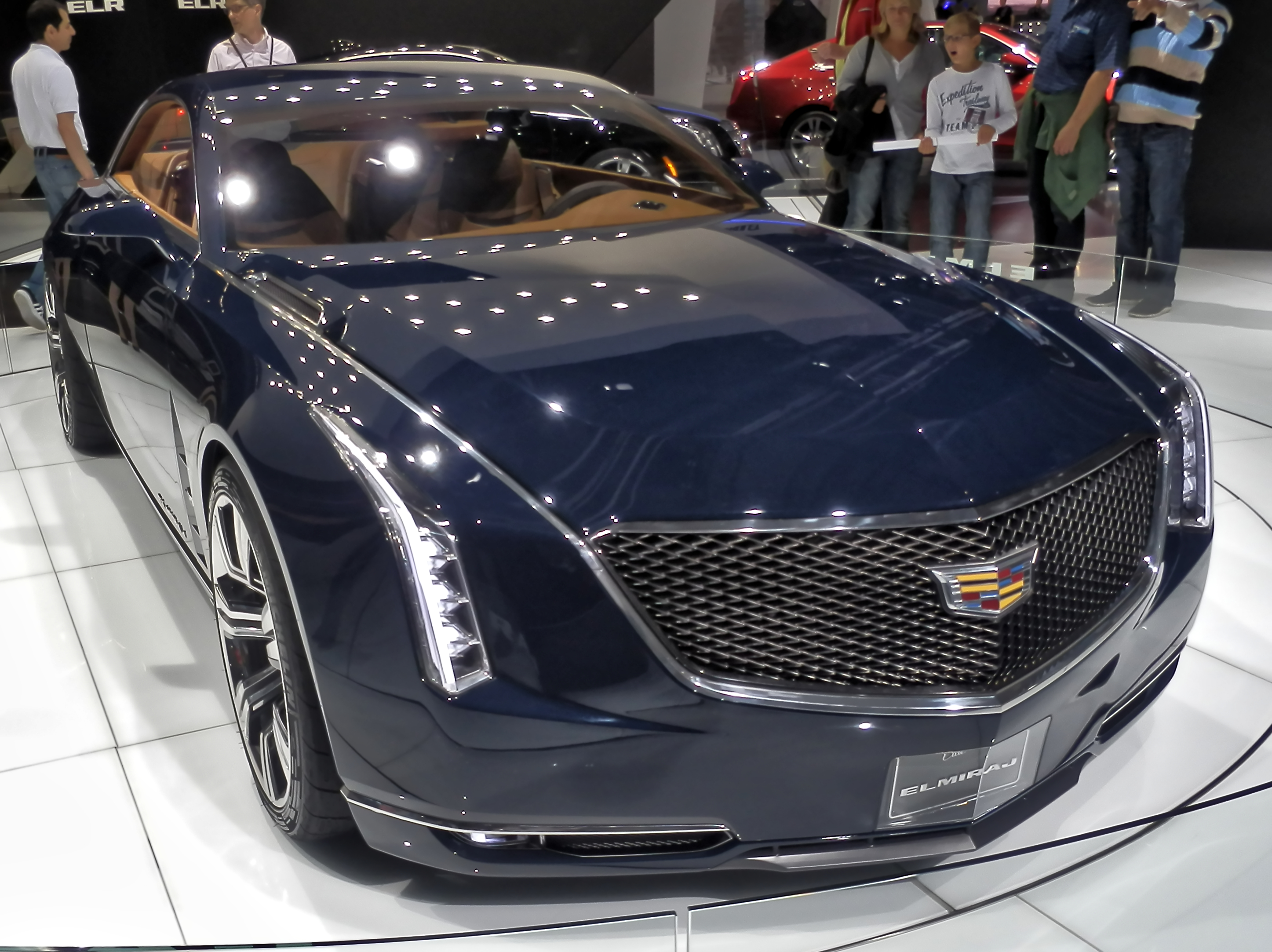
車頭
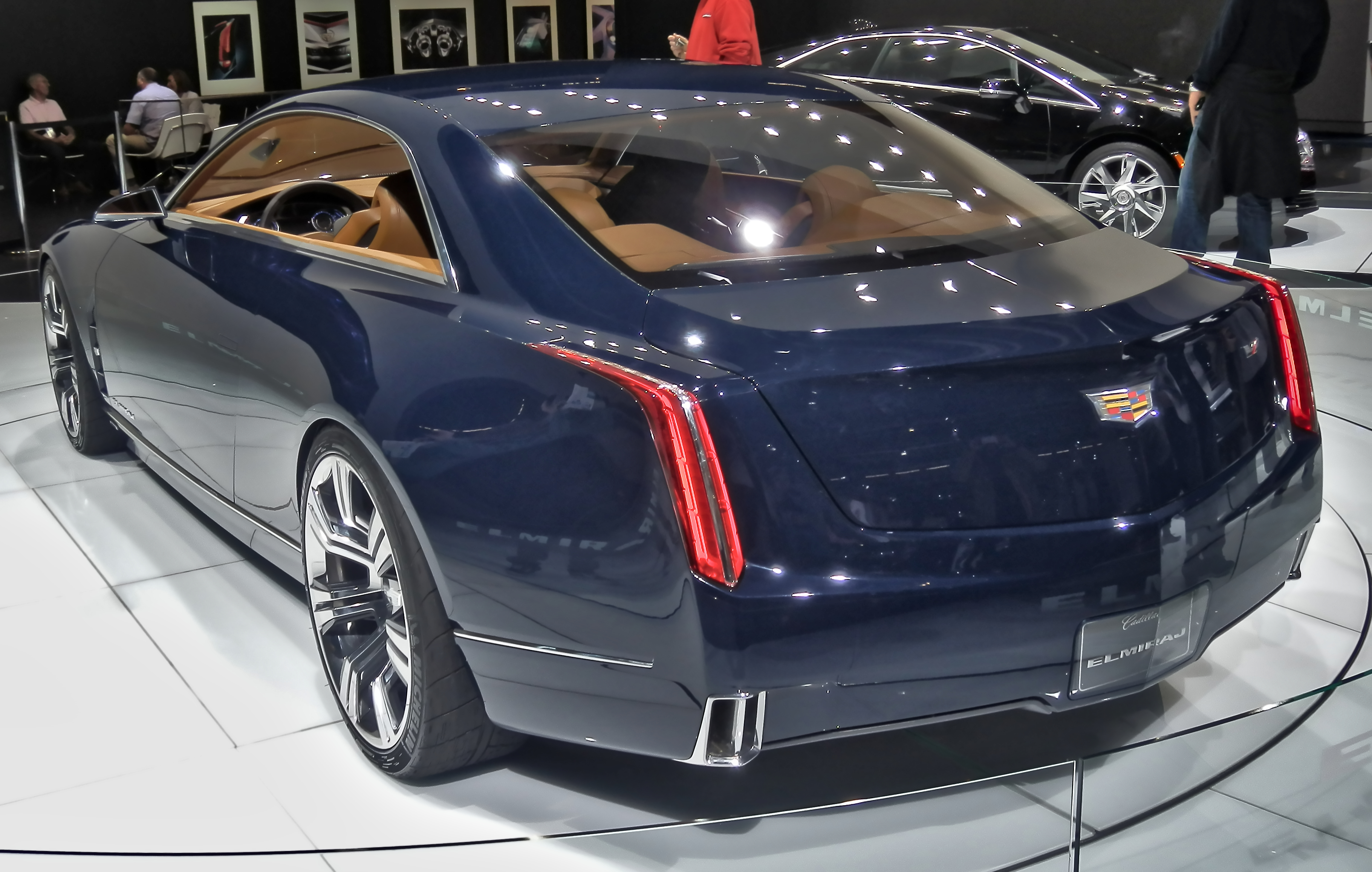
車尾
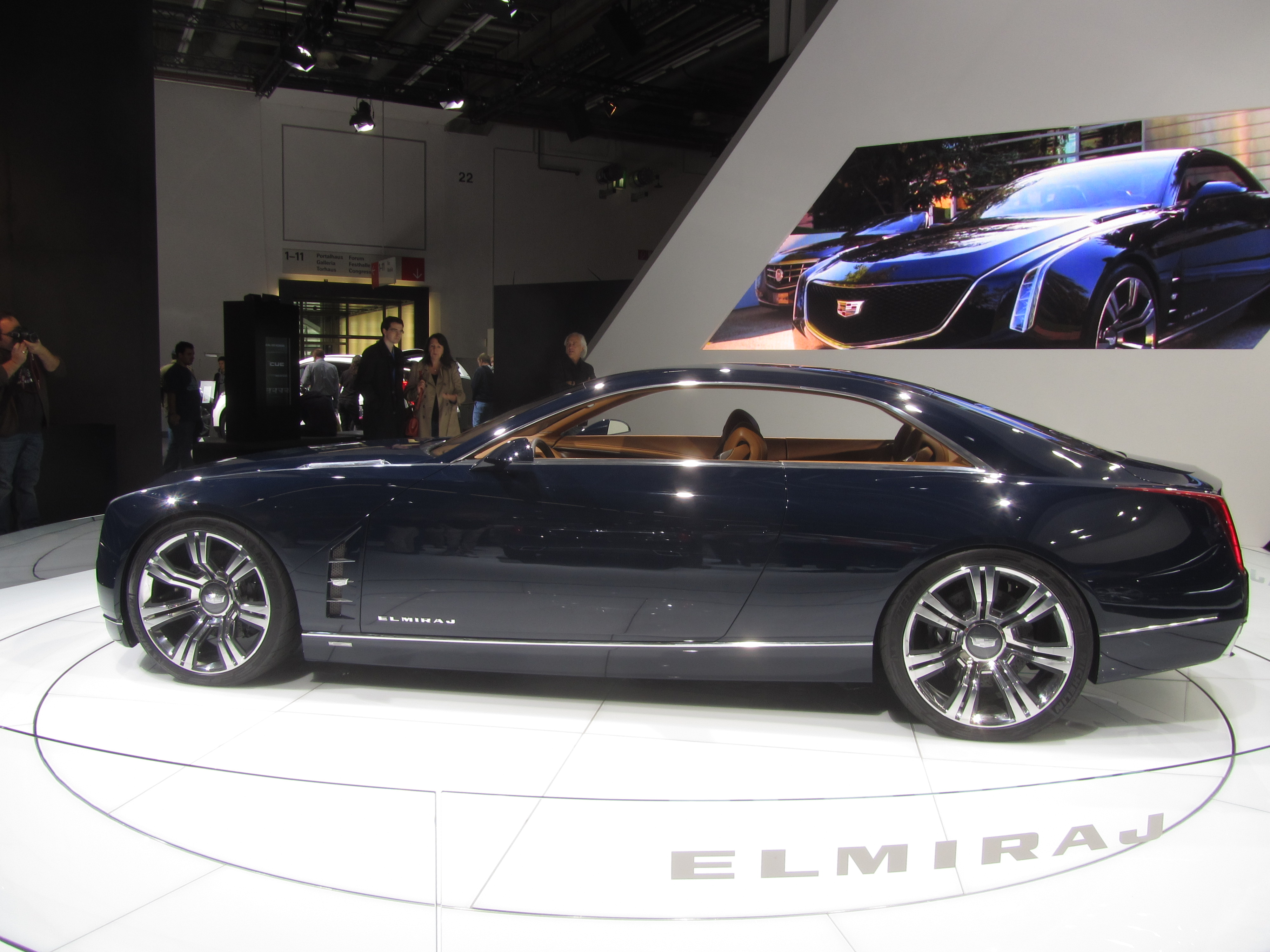
車側
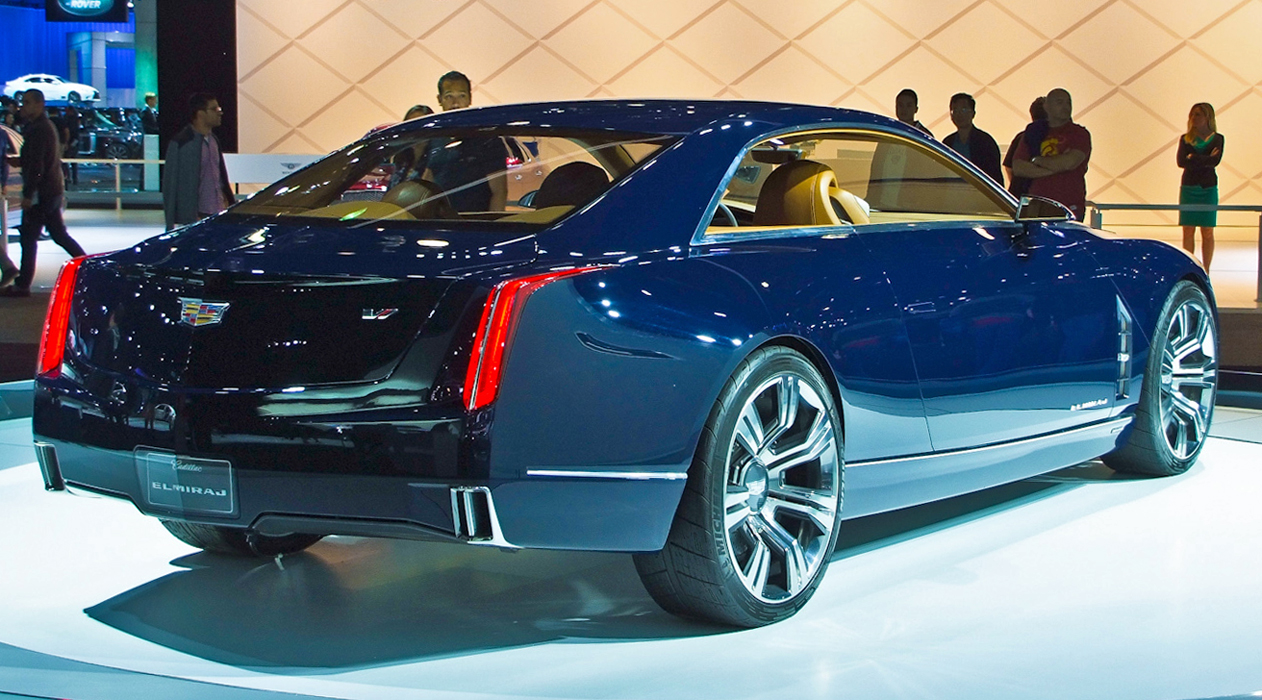
車尾
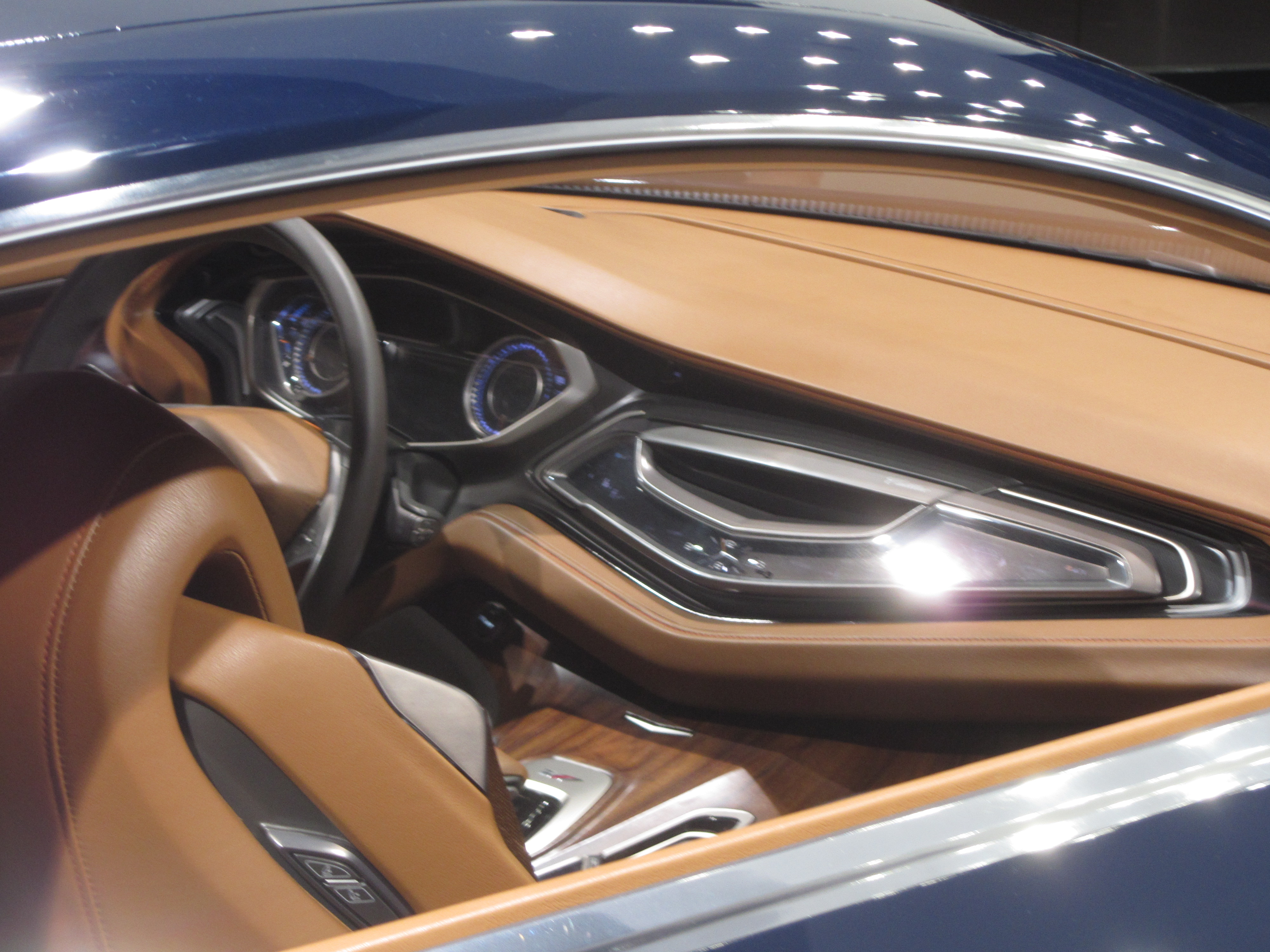
內裝

## 外部連結
- 官方网站